# Bainian
Bainian is een ritueel dat veelvuldig voorkomt in het zuiden van China tijdens Chinees nieuwjaar.
Het wordt uitgevoerd door twee mensen. De jongste persoon maakt een vuist van zijn rechterhand en vouwt zijn linkerhand op de vuist. Daarna schudt men deze handen tegen de andere persoon en wenst hem veel goeds toe. De andere doet hetzelfde terug. Als de oudere persoon getrouwd is en de jongere nog niet, dan krijgt de jongere een hongbao (紅包), een rode envelop met geld.
In Hongkong is de tweede dag van de nieuwe maan de officiële dag om bainian uit te voeren. De derde dag wordt als smoesjesdag van bainian beschouwd en bainianners op die dag worden niet gewaardeerd. Daarom is het van belang om op de tweede dag het uit te kunnen voeren. Voor bainian neemt men cadeautjes mee en worden gokspelletjes zoals grote twee en majiang gedaan.